# Ацашен
Ацашен (арм. Հացաշեն) — село на западе Арагацотнской области в Армении.

## География
Село расположено в 13 км к северо-западу от города Талина. В 6 км к юго-востоку расположено село Арег, в 5 км к западу расположено село Сорик, в 5 км к северу расположено село Цамакасар, а в 10 км к востоку расположено село Мастара.

## Население
По данным «Кавказского календаря» 1912 года в селе Сабунчи Эчмиадзинского уезда Эриванской губернии жило 165 человек, в основном курдов.

## Выдающиеся уроженцы
- Давтян, Аветик[3]
- Казарян, Мехак Артаваздович — начальник Службы по карантину растений РА. Академик МАНПО (2002).[4]